# 施泰因貝克河 (法爾默河支流)
51°15′52.84″N 8°24′36.1″E / 51.2646778°N 8.410028°E
施泰因貝克河（德語：Steinbecke），是德國的河流，位於該國西部，處於北萊茵-威斯特法倫州，屬於法爾默河的右支流，河道全長1.3公里，流域面積0.6平方公里。